# لويس إيسلاس
لويس ألبرتو إيسلاس رانييري (بالإسبانية: Luis Islas)‏ (من مواليد 22 ديسمبر 1965 في بوينس آيرس، الأرجنتين): حارس مرمى سابق لكرة القدم. لعب للمنتخب الوطني الأرجنتين، إنديبندينتي، إستوديانتيس دي لا بلاتا وليون. وفاز مع المنتخب الأرجنتيني بكأس العالم عام 1986.

## مسيرته الكروية
لعب لويس إيسلاس خلال مسيرته الاحترافية مع 12 ناديًا في ثلاثة وعشرون موسمًا ولم يسجل خلالها أي هدف ضمن 514 مباراة. ولم يفز بأي موسم بالكأس وفاز في ثلاثة مواسم بالدوري.
خاض لويس إيسلاس مسيرته مع نادي تشاكاريتا جيونيورز ما بين عامي 1982 و1983 لمدة موسم واحد، مشاركًا في 21 مباراة ولم يسجل أي هدف. ثم انتقل إلى نادي إستوديانتيس دي لا بلاتا في موسم 1983 واستمر معه طيلة ثلاثة مواسم، حيث شارك في 78 مباراة ولم يسجل أي هدف أيضًا. لينتقل بعدها إلى نادي إنديبندينتي في موسم 1986–87 في المرة الأولى لمدة موسم واحد ثم في موسم 1990–91 ليلعب معه ستة مواسم ثم في موسم 2003–04 لمدة موسم واحد، مشاركًا طوالها في 197 مباراة ولم يسجل أي هدف أيضًا. ثم انتقل إلى نادي أتلتيكو مدريد في موسم 1988–89 لمدة موسم واحد، لم يشارك في أي مباراة ولم يسجل أي هدف أيضًا. هذا وانتقل لاحقًا إلى نادي لوغرونيس في موسم 1989–90 لمدة موسم واحد، مشاركًا في 35 مباراة ولم يسجل أي هدف أيضًا. ثم انتقل بعدها إلى أتليتكو بلاتينسي ‏ في موسم 1995–96 لمدة موسم واحد، مشاركًا في 10 مباريات ولم يسجل أي هدف أيضًا. ليعود وينتقل من جديد، لكن هذه المرة إلى نادي تولوكا في موسم 1996–97 ولمدة موسمين، مشاركًا في 51 مباراة ولم يسجل أي هدف أيضًا. لينتقل بعدها إلى نادي هوراكان في موسم 1998–99 لمدة موسم واحد، مشاركًا في 19 مباراة ولم يسجل أي هدف أيضًا. ثم لعب في نادي كلوب ليون في موسم 2000–01 ولمدة موسمين، مشاركًا في 42 مباراة ولم يسجل أي هدف أيضًا. ليعود ويرتحل عنه إلى نادي تاليريس كوردوبا في موسم 2002–03 لمدة موسم واحد، مشاركًا في 34 مباراة ولم يسجل أي هدف أيضًا.

## روابط خارجية
- لويس إيسلاس على موقع الاتحاد الدولي (مؤرشف)  (الإنجليزية)
- لويس إيسلاس على موقع قاعدة بيانات كرة القدم.إي يو (الإنجليزية)
- لويس إيسلاس على موقع ناشيونال فوتبول تيمز (الإنجليزية)
- لويس إيسلاس على موقع أوليمبيديا (الإنجليزية)